# Post-Telekom-Sportverein 1925 Aachen 2022-2023 (pallavolo femminile)
Questa voce raccoglie le informazioni riguardanti il Post-Telekom-Sportverein 1925 Aachen nelle competizioni ufficiali della stagione 2022-2023.

## Stagione
Il Post-Telekom-Sportverein 1925 Aachen partecipa alla stagione 2022-23 con la denominazione sponsorizzata Ladies in Black Aachen.
Si classifica al nono posto in 1. Bundesliga, mancando la qualificazione ai play-off scudetto. In Coppa di Germania si spinge invece fino alle semifinali, estromesso dal torneo dal Potsdam.

## Organigramma societario
Area direttiva
- Presidente: Sebastian Albert

Area tecnica
- Allenatore: Stefan Falter
- Allenatore in seconda: Mareike Hindriksen
- Assistente allenatore: Erik Reitsma
- Scoutman: Christian Mohr

Area sanitaria
- Medico: Michael Neuß
- Fisioterapista: Stefan Braunsdorf, Annika Lentzen, Johannes Quandel

## Rosa
| N° | Nome                | Ruolo | Data di nascita  | Nazionalità sportiva |
| -- | ------------------- | ----- | ---------------- | -------------------- |
| 1  | Fleur Meinders      | P     | 13 agosto 2001   | Paesi Bassi          |
| 3  | Lara Davidović      | O     | 13 dicembre 1997 | Francia              |
| 4  | Lena Vedder         | S     | 12 agosto 1995   | Germania             |
| 5  | Ashley Evans        | P     | 23 dicembre 1994 | Stati Uniti          |
| 6  | Layne Van Buskirk   | C     | 19 febbraio 1998 | Canada               |
| 8  | Jana Franziska Poll | S     | 7 maggio 1988    | Germania             |
| 9  | Viktoria Dörschug   | S     | 29 ottobre 2002  | Germania             |
| 10 | Lydia Stemmler      | O     | 20 luglio 2001   | Germania             |
| 12 | Wiebke Silge        | C     | 16 luglio 1996   | Germania             |
| 13 | Annie Cesar         | L     | 26 aprile 1997   | Germania             |
| 14 | Helena Dornheim     | S     | 23 marzo 2004    | Germania             |
| 16 | Hillary Howe        | S     | 16 giugno 1998   | Canada               |
| 17 | Hanna Kalinoŭskaja  | C     | 17 maggio 1985   | Bielorussia          |

## Statistiche

### Statistiche di squadra
| Competizione      | Punti | In casa | In casa | In casa | In trasferta | In trasferta | In trasferta | Totale | Totale | Totale |
| Competizione      | Punti | G       | V       | P       | G            | V            | P            | G      | V      | P      |
| ----------------- | ----- | ------- | ------- | ------- | ------------ | ------------ | ------------ | ------ | ------ | ------ |
| 1. Bundesliga     | 23    | 11      | 4       | 7       | 11           | 5            | 6            | 22     | 9      | 13     |
| Coppa di Germania | -     | 1       | 0       | 1       | 2            | 2            | 0            | 3      | 2      | 1      |
| Totale            | -     | 12      | 4       | 8       | 13           | 7            | 6            | 25     | 11     | 14     |

G = partite giocate; V = partite vinte; P = partite perse

### Statistiche dei giocatori
| Giocatrice      | 1. Bundesliga | 1. Bundesliga | 1. Bundesliga | 1. Bundesliga | 1. Bundesliga | Coppa di Germania | Coppa di Germania | Coppa di Germania | Coppa di Germania | Coppa di Germania | Totale | Totale | Totale | Totale | Totale |
| Giocatrice      | P             | PT            | AV            | MV            | BV            | P                 | PT                | AV                | MV                | BV                | P      | PT     | AV     | MV     | BV     |
| --------------- | ------------- | ------------- | ------------- | ------------- | ------------- | ----------------- | ----------------- | ----------------- | ----------------- | ----------------- | ------ | ------ | ------ | ------ | ------ |
| A. Cesar        | 22            | 0             | 0             | 0             | 0             | 2                 | 0                 | 0                 | 0                 | 0                 | 24     | 0      | 0      | 0      | 0      |
| L. Davidović    | 21            | 211           | 172           | 28            | 11            | 2                 | 37                | 31                | 4                 | 2                 | 23     | 248    | 203    | 32     | 13     |
| H. Dornheim     | 19            | 36            | 27            | 8             | 3             | 1                 | 15                | 12                | 1                 | 2                 | 20     | 51     | 39     | 9      | 5      |
| V. Dörschug     | 2             | 0             | 0             | 0             | 0             | 0                 | 0                 | 0                 | 0                 | 0                 | 2      | 0      | 0      | 0      | 0      |
| A. Evans        | 22            | 72            | 32            | 21            | 21            | 2                 | 9                 | 2                 | 5                 | 2                 | 24     | 81     | 34     | 26     | 23     |
| H. Howe         | 22            | 288           | 234           | 36            | 18            | 2                 | 11                | 10                | 1                 | 0                 | 24     | 299    | 244    | 37     | 18     |
| H. Kalinoŭskaja | 15            | 73            | 54            | 17            | 2             | 1                 | 0                 | 0                 | 0                 | 0                 | 16     | 73     | 54     | 17     | 2      |
| F. Meinders     | 20            | 6             | 1             | 2             | 3             | 1                 | 0                 | 0                 | 0                 | 0                 | 21     | 6      | 1      | 2      | 3      |
| J.F. Poll       | 21            | 234           | 202           | 16            | 16            | 2                 | 29                | 27                | 1                 | 1                 | 23     | 263    | 229    | 17     | 17     |
| W. Silge        | 18            | 97            | 67            | 18            | 12            | 2                 | 19                | 18                | 1                 | 0                 | 20     | 116    | 85     | 19     | 12     |
| L. Stemmler     | 18            | 24            | 19            | 2             | 3             | 1                 | 0                 | 0                 | 0                 | 0                 | 19     | 24     | 19     | 2      | 3      |
| L. Van Buskirk  | 22            | 195           | 130           | 49            | 16            | 2                 | 27                | 18                | 8                 | 1                 | 24     | 222    | 148    | 57     | 17     |
| L. Vedder       | 0             | 0             | 0             | 0             | 0             | -                 | -                 | -                 | -                 | -                 | 0      | 0      | 0      | 0      | 0      |

P = presenze; PT = punti totali; AV = attacchi vincenti; MV = muri vincenti; BV = battute vincenti